# Prudencio de la Cruz
Prudencio Gueréquiz Guezuraga o según su nombre religioso Prudencio de la Cruz (Rigoitia, 28 de abril de 1883 - Andújar, 31 de julio de 1936) fue un religioso y sacerdote de la Orden de la Santísima Trinidad, asesinado durante la persecución religiosa en España, desencadenada en el contexto de la guerra Civil de inicios del siglo XX. Fue beatificado por el papa Benedicto XVI en 2007.

## Biografía

### Origen y formación
Prudencio Gueréquiz nació en Rigoitia (Vizcaya) el 28 de abril de 1883.
Empezó su noviciado en el convento trinitario de Algorta (Vizcaya) el 9 de mayo de 1898 y allí hizo su profesión simple el 13 de mayo de 1899, durante la ceremonia tomó el nombre de Prudencio de la Cruz. La profesión solemne la realizó en el convento de La Rambla (Córdoba) el día de la Inmaculada Concepción de 1903. Fue ordenado sacerdote el 23 de diciembre de 1905. Poco después de su ordenación se le manifestó una grave enfermedad que le acompañaría por el resto de su vida. Por la misma debió ausentarse en varias ocasiones de la vida conventual.

### Cargos
Fue profesor de la primera enseñanza en el colegio de La Rambla hasta el día de su traslado a Madrid en 1923. En Córdoba fue profesor de teología entre 1926 y 1929 hasta su traslado al santuario de la Bien Aparecida en Cantabria, donde se desempeñó como director espiritual de los novicios trinitarios. Fue trasladado después al Santuario de Nuestra Señora de la Cabeza en Andújar.

### Martirio
Prudencio de la Cruz fue detenido por los milicianos del Bando republicano, durante la guerra civil española, junto al resto de la comunidad trinitaria del Santuario de la Cabeza. Fue enviado a Andújar el 28 de julio de 1936. Se hospedó en un domicilio particular con otros dos religiosos de la comunidad.
El 31 de julio, los milicianos prendieron a Prudencio junto a otro religioso de su orden, Segundo de Santa Teresa, y otros tres vecinos laicos de Andújar, les sacaron de la casa donde se hospedaban y en plena calle fueron asesinados a tiros por la espalda. Prudencio contaba con 53 años de edad.

## Beatificación
Prudencio de la Cruz fue beatificado el 28 de octubre de 2007, por el papa Benedicto XVI, en un grupo de diez trinitarios mártires, encabezados por Mariano de San José. La ceremonia de beatificación celebró en la plaza de San Pedro de la Ciudad del Vaticano, presidida por el cardenal José Saraiva Martins, incluido en un grupo de 498 mártires de la guerra de España del siglo XX.